# Ajilo Elogu Maria Goretti
Ajilo Elogu Maria Goretti, nascida em 26 de junho de 1963, é uma política e legisladora do Uganda. Ela representa o povo de Kaberamaido como representante feminina do distrito no Parlamento do Uganda.